# Hrvatsko društvo dramskih umjetnika
Hrvatsko društvo dramskih umjetnika (HDDU) umjetnička je strukovna udruga s ciljem ostvarivanja i usklađivanja zajedničkih interesa i prava dramskih umjetnika i kontinuirani rad na unapređivanju kazališne kulture i razvoju dramske umjetnosti.

## Povijest
Hrvatsko društvo dramskih umjetnika bilježi svoje prve početke već 1880. godine kada je na poticaj glumaca osnovan Mirovinski zavod Narodnoga kazališta u Zagrebu. Svrha je Zavoda bila osigurati mirovinu ne samo članovima kazališta, već i njihovim obiteljima. Na čelu Zavoda bili su najistaknutiji umjetnici: Adam Mandrović, Andrija Fijan, Nikola Faller, Ignjat Borštnik, Tošo Lesić, Josip Bach.
Godine 1902. Zavodu je zagrebačko poglavarstvo dodijelilo gradilište, da bi se već 1904. godine gradila dvokatnica na Mažuranićevu trgu 25 (danas broj 17), i to kao "Dom Mirovinskog zavoda članova Narodnoga kazališta", što dovoljno govori o snazi i utjecaju Zavoda. No, 1909. godine pokrenuta je akcija među članovima da se utemelji i zasebna stručna glumačka udruga, ali su dogovori i pregovori oko organiziranja trajali prilično dugo pa je skupština sazvana tek 23. lipnja 1911. Već su se na samoj skupštini pojavile nesuglasice između uprave kazališta i izabranog odbora Udruženja glumaca i tako je uslijedila odredba vlade o zabrani djelovanja udruženja dok se ne usaglase i ne potvrde pravila Udruženja.
Teška vremena Prvog svjetskog rata pokrenuše ponovno članove na daljnji rad oko utemeljenja svojega stručnog udruženja. Dana 11.ožujka 1919. sazvana je skupština te je udruženje konačno utemeljeno i započinje s aktivnim djelovanjem. Jedan od tajnika Udruženja bio je i veliki hrvatski glumac Dubravko Dujšin.
Udruženje glumaca radilo je neprekidno do 1943., a nadalje s malim prekidima do 1946. Mirovinski fond funkcionirao je i u sklopu Udruženja glumaca. Iz Fonda obnovili su dvokatnicu na Marulićevu trgu i dogradili još tri kata za stanovanje glumaca.
Mirovinski zavod članova Narodnoga kazališta u Zagrebu posjedovao je i svoje odmaralište u Novom Vinodolskom.
Udruženje glumaca ugasilo se potpuno 1947. zbogi nastale situacije poslije Drugog svjetskog rata.
Grupa velikana hrvatskoga glumišta odmah je pokrenula pripreme za osnivanje i registraciju udruge koja je u siječnju 1950. registrirana pod nazivom Društvo dramskih umjetnika Narodne Republike Hrvatske. DDUNRH predstavljala su istaknuta imena hrvatskoga glumišta: August Cilić, Mato Grković, Božena Kraljeva, Jozo Petričić, Emil Kutijaro, Ljudevit Galic, Bela Krleža te mnogi drugi. 1951. pridružuje im se i Tito Strozzi.
Sve do 1978. provlači se pitanje prostora i profesionalnog tajnika. Ta je godina i prijelomna jer za tajnika dolazi gospođa Katica Bahunek. Čini se da te godine Društvo počinje dobivati na dignitetu i pojavljivati se kao mjerodavan čimbenik u kulturnim ustanovama Zagreba i tadašnje države.
Osamdesete godine prošlog stoljeća obilježene su borbom za veća prava dramskih umjetnika i borbom s Televizijom, tako da iz 1985. datira i štrajk dramskih umjetnika koji traje gotovo 6 mjeseci. Nakon toga je potpisan tzv. samoupravni sporazum s Televizijom Zagreb koji je na određeni način regulirao prava, došlo je do određenog poboljšanja, međutim, u vezi s plaćanjem repriza ni onda nije postignuto rješenje. Televizija Zagreb bila je u sklopu JRT-a i nije mogla iskakati s nekim posebnim pravima izvan njihova zajedničkog dogovora.
Godine 1987. naše Društvo organiziralo je Kongres dramskih umjetnika Jugoslavije. Te su godine vrlo aktivne za naše Društvo; sudjelovalo se u promjenama koje su počele u radu u kazalištu, ali i u događajima koji su doveli do demokratskih promjena u Hrvatskoj.
Od prvog dana Domovinskog rata umjetnici se uključuju u obranu domovine.
Društvo pokreće inicijativu s Ministarstvom kulture i prosvjete i ujedinjuje se u zajedničkoj akciji pod nazivom CROATIAN ART FORCES (CAF). Konkretno, 7. rujna 1991. tadašnji Upravni odbor preuzima funkciju kriznog štaba i donosi odluku da će djelovati do prestanka rata.
Zvonimir Torjanac, tadašnji predsjednik HDDU-a, ujedno je i predsjednik CAF-a, Hrvatskih umjetničkih snaga. Samo 1991. odaslano je preko tisuću poruka, apela, prosvjeda i zahvala. Bilo je važno upozoriti svjetsku javnost na strahote rata u Hrvatskoj. Odmah je formirana borbena brigada zbora hrvatskih umjetnika. U prvom naletu za borbenu se brigadu prijavilo preko stotinu dramskih umjetnika.
Dana 24. studenoga 1992. uz potporu Hrvatske radio-televizije i Večernjeg lista zajednički je utemeljena nagrada Hrvatskoga glumišta, koja se dodjeljuje svake godine na taj dan. To je povijesni dan hrvatskoga glumišta jer je 24. studenoga 1860. nakon burnih rodoljubnih prosvjeda građanstva, a po uputama koje je dao Dimitrija Demetar, glumac Vilim Lesić objavio općinstvu "…da će se od sutrašnjega dana na zagrebačkoj pozornici govoriti i glumiti samo hrvatski".
Godine 1994. u suradnji s Vukovarsko-srijemskom županijom i gradom Vinkovcima utemeljuje se Festival glumca, a 1998. pokrenuta je revija Hrvatsko glumište koja izlazi i danas.

## Vanjske poveznice
- Hrvatsko društvo dramskih umjetnika